# Owalnik nadwodny
Owalnik nadwodny (Omophron limbatum) – gatunek chrząszcza z rodziny biegaczowatych i podrodziny owalników. Zamieszkuje zachodnią i środkową część Palearktyki.

## Taksonomia
Gatunek ten opisany został po raz pierwszy w 1777 roku przez Johana Christiana Fabriciusa pod nazwą Carabus limbatus. W 1802 roku Pierre-André Latreille umieścił go w nowym rodzaju Omophron, a w 1810 roku wyznaczył gatunkiem typowym tegoż.

## Morfologia

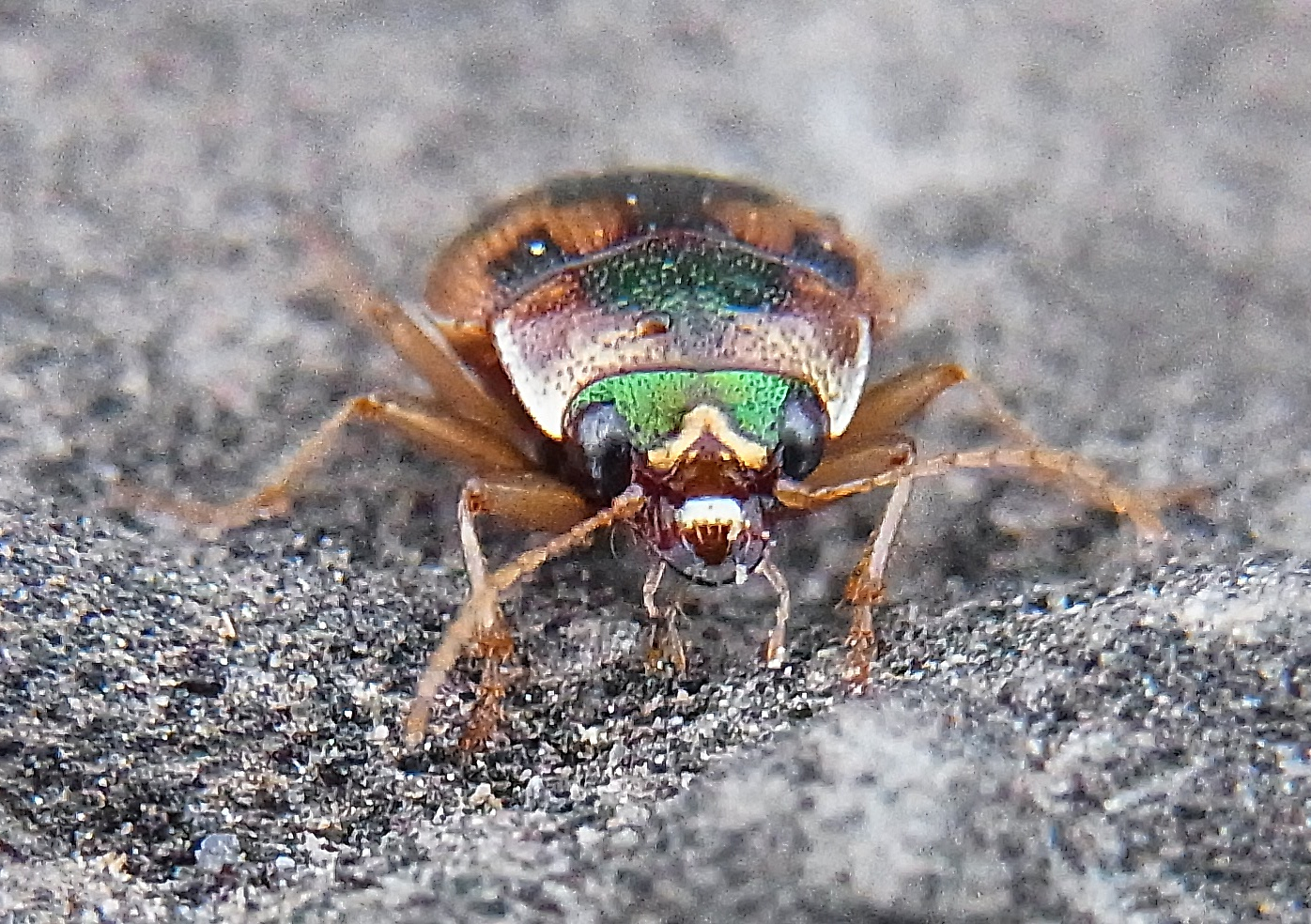
Widok od przodu

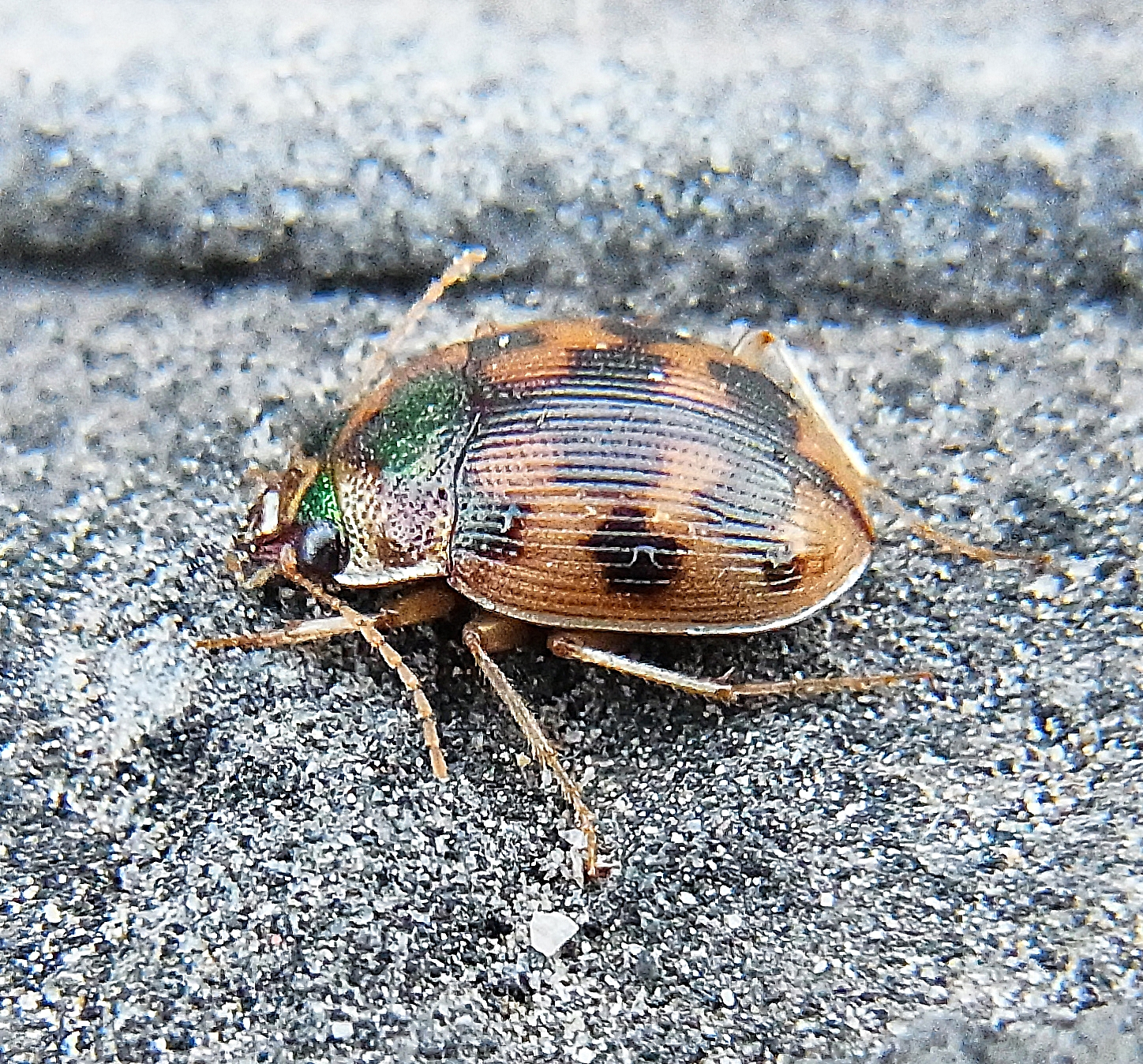
Widok z boku

Chrząszcze o ciele długości od 4,5 do 7 mm, w zarysie okrągławo-owalnym, z wierzchu wypukłym. Ubarwienie mają słomkowożółte do żółtawobrązowego z metalicznie zielonym, a rzadziej spiżowym wzorem obejmującym ciemię, czworokątną plamę u nasady przedplecza i trzy nieregularne przepaski poprzeczne na pokrywach, niekiedy połączone podłużnie i poprzecznie albo też rozbite na plamki. Tarczka jest niewidoczna od zewnątrz, zakryta tylnym płatem przedplecza. Na pokrywach występuje po 15 rzędów. Skrzydła tylne są w pełni wykształcone. Odnóża przedniej pary mają na goleniach ostrogę służącą kopaniu w podłożu.

## Ekologia i zachowanie

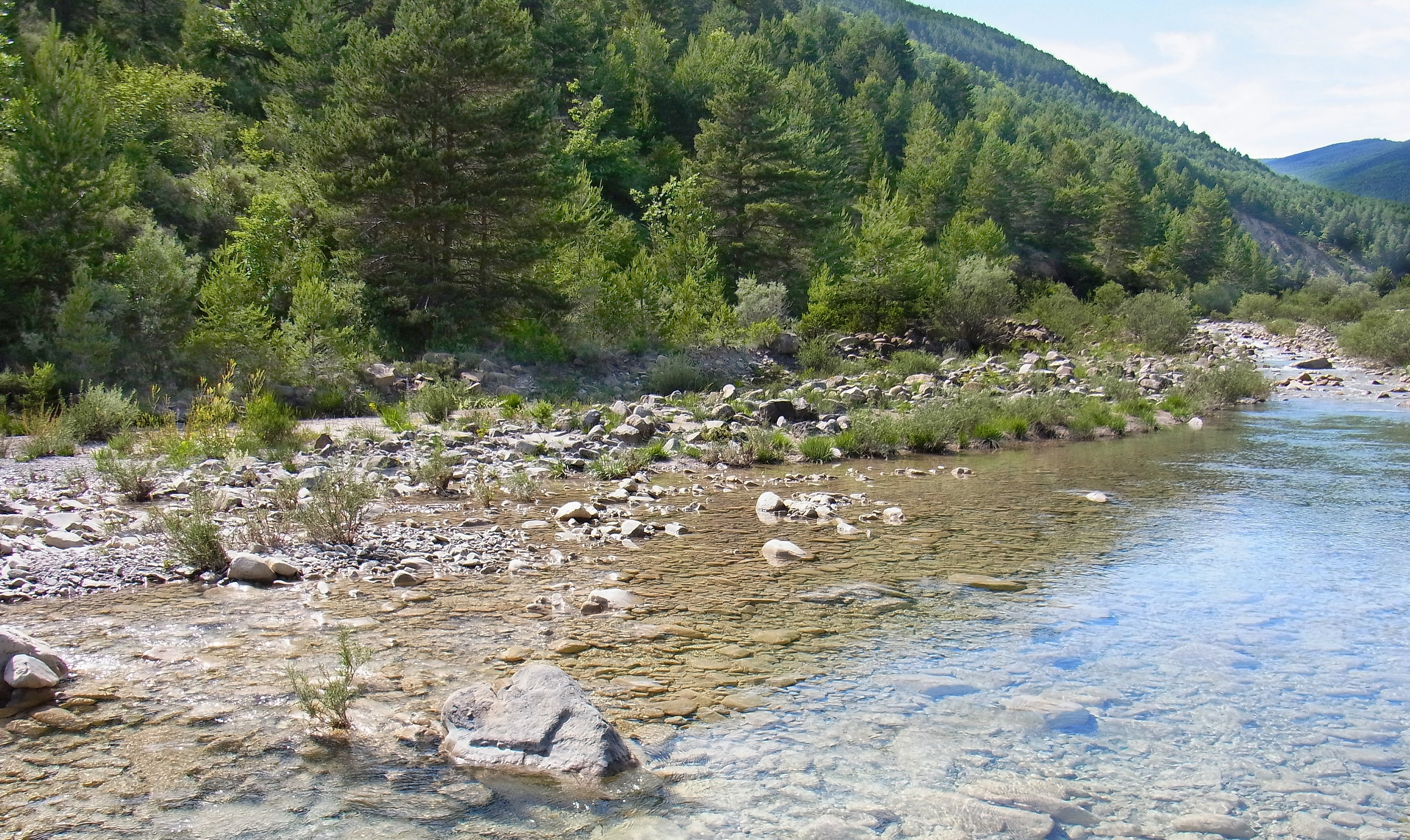
Przykładowe siedlisko

Owad ten zasiedla niezacienione pobrzeża wód stojących lub wolno płynących o jałowym, skąpo porośniętym roślinnością, piaszczystym z domieszką gliny podłożu. Rozmieszczony jest od nizin po podnóża gór. Larwy wykopują w podłożu norki, w których kryją się za dnia, a które nocą opuszczają by polować. Aktywne osobniki dorosłe spotyka się wiosną i latem. Są zdolne do lotu. Dzień spędzają one zagrzebane w podłożu lub schowane pod kamieniami. Kryjówki celem polowania opuszczają o zmierzchu. Uciekają z nich także w razie zalania lub wyczucia drgań podłoża.

## Rozprzestrzenienie i zagrożenie
Gatunek palearktyczny. W Europie znany jest z Portugalii, Hiszpanii, Wielkiej Brytanii, Francji, Belgii, Holandii, Niemiec, Szwajcarii, Austrii, Włoch, Danii, Szwecji, Estonii, Łotwy, Litwy, Polski, Czech, Słowacji, Węgier, Białorusi, Ukrainy, Mołdawii, Rumunii, Bułgarii, Słowenii, Chorwacji, Bośni i Hercegowiny, Serbii, Czarnogóry, Albanii, Macedonii Północnej, Grecji oraz europejskich części Rosji i Turcji. W Afryce Północnej zamieszkuje Algierię i Tunezję. W Azji podawany jest z zachodniosyberyjskiej części Rosji, anatolijskiej części Turcji, Cypru, Gruzji, Armenii, Azerbejdżanu, Kazachstanu, Tadżykistanu, Iranu i Afganistanu.
Na „Czerwonej liście zwierząt ginących i zagrożonych w Polsce” umieszczony został jako gatunek bliski zagrożenia (NT), a na „Czerwonej liście chrząszczy województwa śląskiego” otrzymał status gatunku narażonego na wymarcie (VU). Jako narażonego na wymarcie (VU) sklasyfikowano go również na „Czerwonej liście chrząszczy Słowacji”.